# Daboia
Daboia is een geslacht van slangen uit de familie adders (Viperidae) en de onderfamilie echte adders (Viperinae).

## Naam en indeling
Er zijn vier soorten, de wetenschappelijke naam van de groep werd voor het eerst voorgesteld door John Edward Gray in 1842. De slangen werden eerder aan andere geslachten toegekend, zoals Echidna, Vipera, Coluber en Macrovipera.

## Verspreiding en habitat
De slangen komen voor in delen van Azië, noordelijk Afrika en het Midden-Oosten en leven in de landen Pakistan, India, Nepal, Sri Lanka, Bangladesh, Bhutan, China, Myanmar, Indonesië, Thailand, Taiwan, Cambodja, Syrië, Jordanië, Israël, Libanon, Marokko, Westelijke Sahara, Algerije en Tunesië. De habitat bestaat uit rotsige omgevingen, scrublands, graslanden en bossen. Ook in door de mens aangepaste streken zoals akkers, weilanden, plantages kunnen de dieren worden aangetroffen.

## Beschermingsstatus
Door de internationale natuurbeschermingsorganisatie IUCN is aan drie soorten een beschermingsstatus toegewezen. Twee soorten worden beschouwd als 'veilig' (Least Concern of LC) en een soort als 'gevoelig' (Near Threatened of NT).

## Soorten
Het geslacht omvat de volgende soorten, met de auteur en het verspreidingsgebied.
| Naam                             | Auteur                 | Verspreidingsgebied                                   |
| -------------------------------- | ---------------------- | ----------------------------------------------------- |
| Daboia mauritanica               | Duméril & Bibron, 1848 | Marokko, Westelijke Sahara, Algerije, Tunesië         |
| Daboia palaestinae               | Werner, 1938           | Syrië, Jordanië, Israël, Libanon                      |
| Russells adder (Daboia russelii) | Shaw & Nodder, 1797    | Pakistan, India, Nepal, Sri Lanka, Bangladesh, Bhutan |
| Daboia siamensis                 | Smith, 1917            | China, Myanmar, Indonesië, Thailand, Taiwan, Cambodja |